# Caffrowithius bicolor
Espèce
Synonymes
- Plesiochernes bicolor Beier, 1964

Caffrowithius bicolor est une espèce de pseudoscorpions de la famille des Chernetidae.

## Distribution
Cette espèce est endémique du Zimbabwe. Elle se rencontre vers Harare.

## Description
Les femelles mesurent de 1,7 à 1,8 mm.

## Publication originale
- Beier, 1964 : Weiteres zur Kenntnis der Pseudoscorpioniden-Fauna des südlichen Afrika. Annals of the Natal Museum, vol. 16, p. 30-90.